# Peter Allen (calciatore)
Peter Charles Allen (Hove, 1º novembre 1946 – 6 febbraio 2023) è stato un calciatore inglese, di ruolo centrocampista.

## Carriera
Ha giocato con il Leyton Orient, dal 1965 al 1978, segnando 27 reti in 432 partite. Con il club londinese ha disputato sette stagioni in Second Division, all'epoca seconda divisione inglese.
Ha giocato in tale categoria anche con la maglia del Millwall nella seconda parte della stagione 1977-1978.
È il recordman di presenze con la maglia del Leyton Orient.

## Palmarès

### Club

#### Competizioni nazionali
- Third Division: 1

Leyton Orient: 1969-1970